# Bogdan Mirică
Bogdan Mirică (n. 1978) este regizor și scenarist român. În 2016, filmul său, Câini a obținut la Festivalul Internațional de Film de la Cannes premiul Federației Internaționale a Criticilor de Film (FIPRESCI), în secțiunea Un Certain Regard.

## Date biografie
A absolvit Facultatea de Jurnalism și Comunicare la Universitatea București. A lucrat ca redactor, copywriter și scriitor, până în 2005. A studiat Scenaristică și Producție la Universitatea Westminster din Londra, pentru ca apoi să înceapă o carieră în domeniul cinematografiei. A debutat ca script reader pentru Studiourile Slingshot, apoi a început colaborarea cu MediaPro Pictures. După ce a scris câteva scenarii (Ho Ho Ho, Las Fierbinți și 180), a realizat propriul său proiect, Bora Bora. Filmul a fost considerat „Cel mai bun film de scurt-metraj din Europa”, la Festivalul Premiers Plans din Angers, Franța. Bora Bora a câștigat și premiul Zilele Filmului Românesc la Festivalul Internațional de Film Transilvania și a fost selectat la festivalurile de film din Locarno și Varșovia.
Pelicula Câini a avut premiera în România la Festivalul Internațional de Film Transilvania (TIFF), unde a fost inclus în competiție și a câștigat Trofeul Transilvania.

## Filmografie

### Regizor
- Junkie, 2010
- Bora Bora, 2011
- Hot Shorts (2012) - trei scurtmetraje (În film la Nașu’ de Cristina Jacob, Bora Bora și Tatăl meu e cel mai tare de Radu Potcoavă)

- Umbre, serial TV, 2014
- Câini, 2016 [4]
- Boss, 2023

### Scenarist
- 180, 2007
- Ho Ho Ho, 2009
- Junkie, 2010
- Bora Bora, 2011
- Las Fierbinți, 2012
- Mamaia (2013) – idee
- Umbre, 2014
- Câini, 2016

## Scriitor
- Bestseller, editura Humanitas, 2005